# Col des Champs
Le col des Champs est un col de montagne routier situé à 2 045 m d'altitude, à la limite des départements des Alpes-de-Haute-Provence et des Alpes-Maritimes (France), alors que la route culmine à 2 087 m. Le col se trouve en bordure de la zone centrale du parc national du Mercantour.

## Géographie

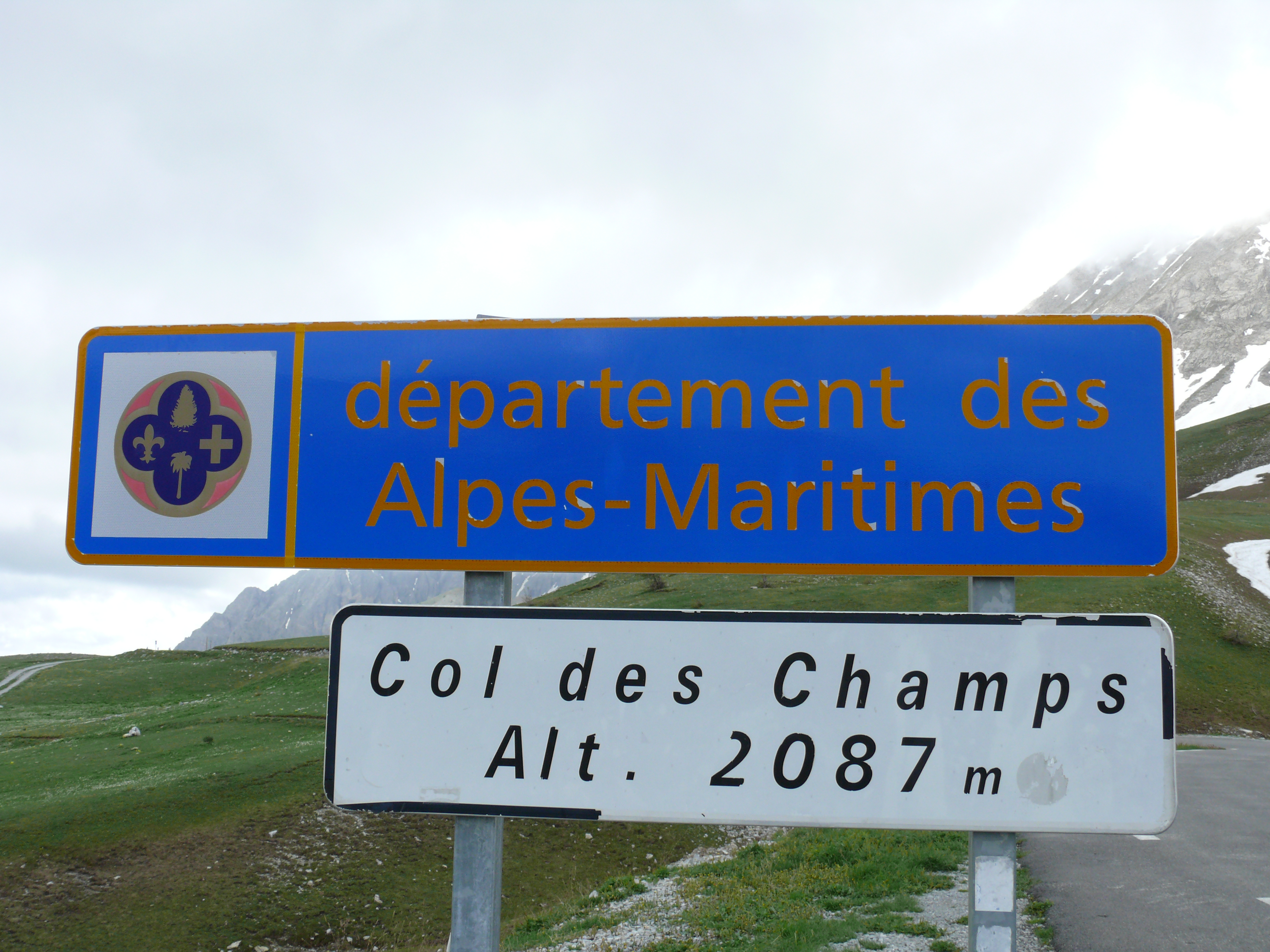
Col des Champs.

Le col est large : c'est un vaste alpage entre les hautes vallées du Verdon et du Var. Il est dominé par la dent du Lièvre.
Le versant Alpes-Maritimes, qui débute à Saint-Martin-d'Entraunes, est long de près de 17 km. Le revêtement y est de bonne qualité. La route a la particularité de se scinder en deux après 1,5 km d'ascension. On peut alors prendre à droite par la route la plus directe (D278), qui est aussi la plus pentue, ou prendre à gauche (D78) la route qui mène aux hameaux du Mounard et de Sussis. Ces deux routes se rejoignent à la hauteur de la chapelle Saint-Jean (1 450 m d'altitude). Ici nous surplombent les aiguilles de Pelens (2 523 m), vaincues en 1905 par le chevalier Victor de Cessole. Au huitième kilomètre d'ascension, on traverse la station de Val Pelens (1 600 m). La dernière partie de la montée s'effectue dans un univers d'alpage, très ouvert. Après la cabane de Voya (quatorzième kilomètre d'ascension), celle-ci devient même très raide pour atteindre 14 %. La pente reste rude sur cette dernière partie (entre 9 et 10 % de moyenne sur près de trois kilomètres). Les 500 derniers mètres jusqu'au col sont cependant plats.
Côté Colmars, la route qui le dessert est de mauvaise qualité (dos d'ânes dans la partie proche du sommet), il ne constitue donc pas une liaison importante. Le paysage est très contrasté par rapport à l'autre versant, la quasi-totalité de l’ascension s'effectuant ici sous le couvert forestier (mélézin).

## Histoire

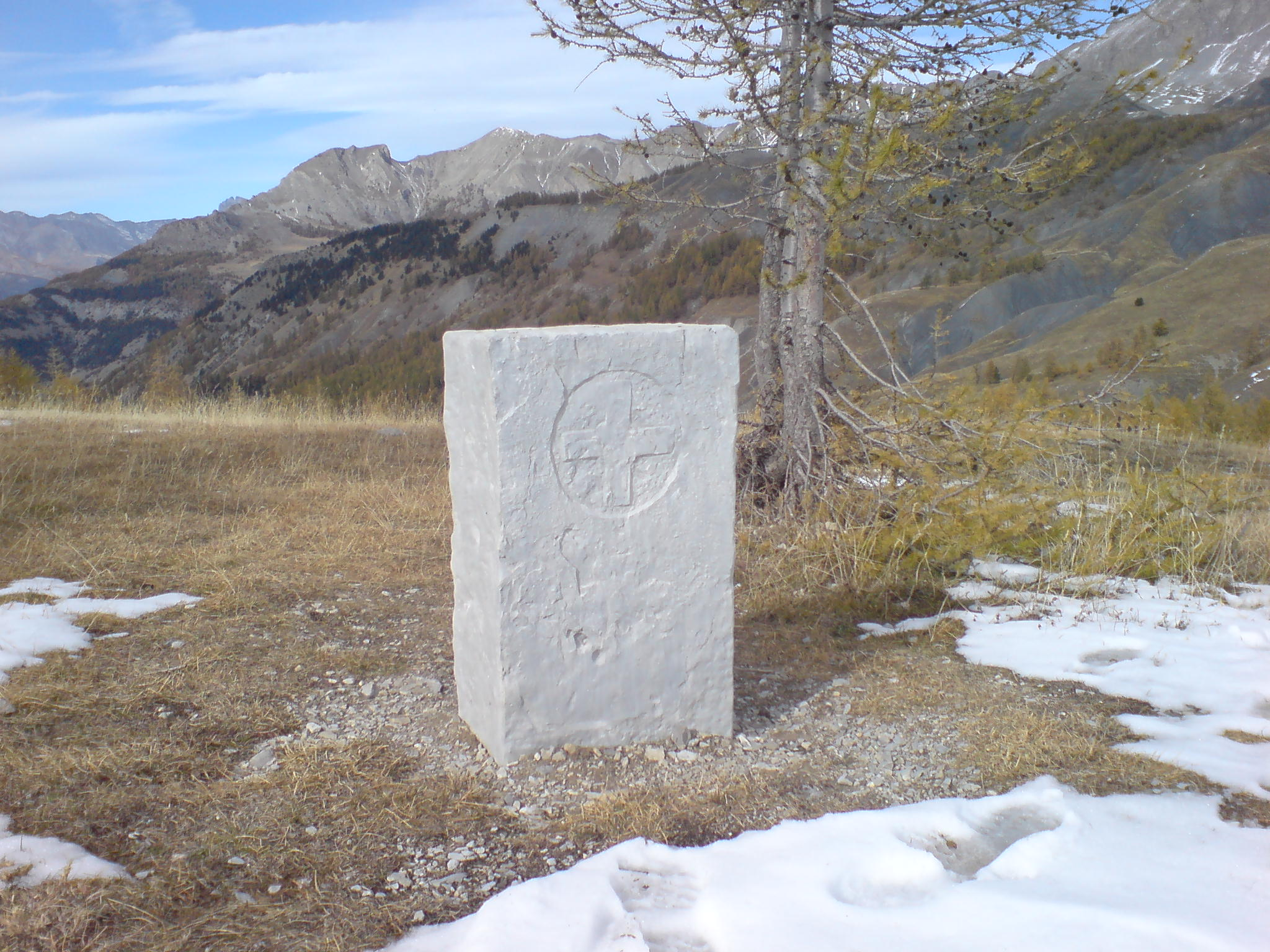
Borne frontière France-Piémont (1823).

Jusqu'en 1860, il est à la frontière entre la France et la Savoie, puis le royaume de Piémont-Sardaigne (une borne est posée en 1823).

## Cyclisme
Le Tour de France a emprunté ce col, classé 1re catégorie, lors de la 15e étape du Tour de France 1975 entre Nice et Pra Loup. C'est le Belge Eddy Merckx qui est passé en tête au sommet. Cette étape marque le dernier jour en jaune dans la carrière du « Cannibale ».
Lors de l'élaboration du Tour de France 2015, un passage par le col des Champs a été considéré, mais du fait du mauvais état de la route dans le sens de la descente, la montée n'a finalement pas été retenue par l'organisation, lui préférant le col de la Colle-Saint-Michel.